# Telostylinus papuanus
Telostylinus papuanus är en tvåvingeart som först beskrevs av Meijere 1915.  Telostylinus papuanus ingår i släktet Telostylinus och familjen Neriidae. Inga underarter finns listade i Catalogue of Life.